# Виолончель Серве

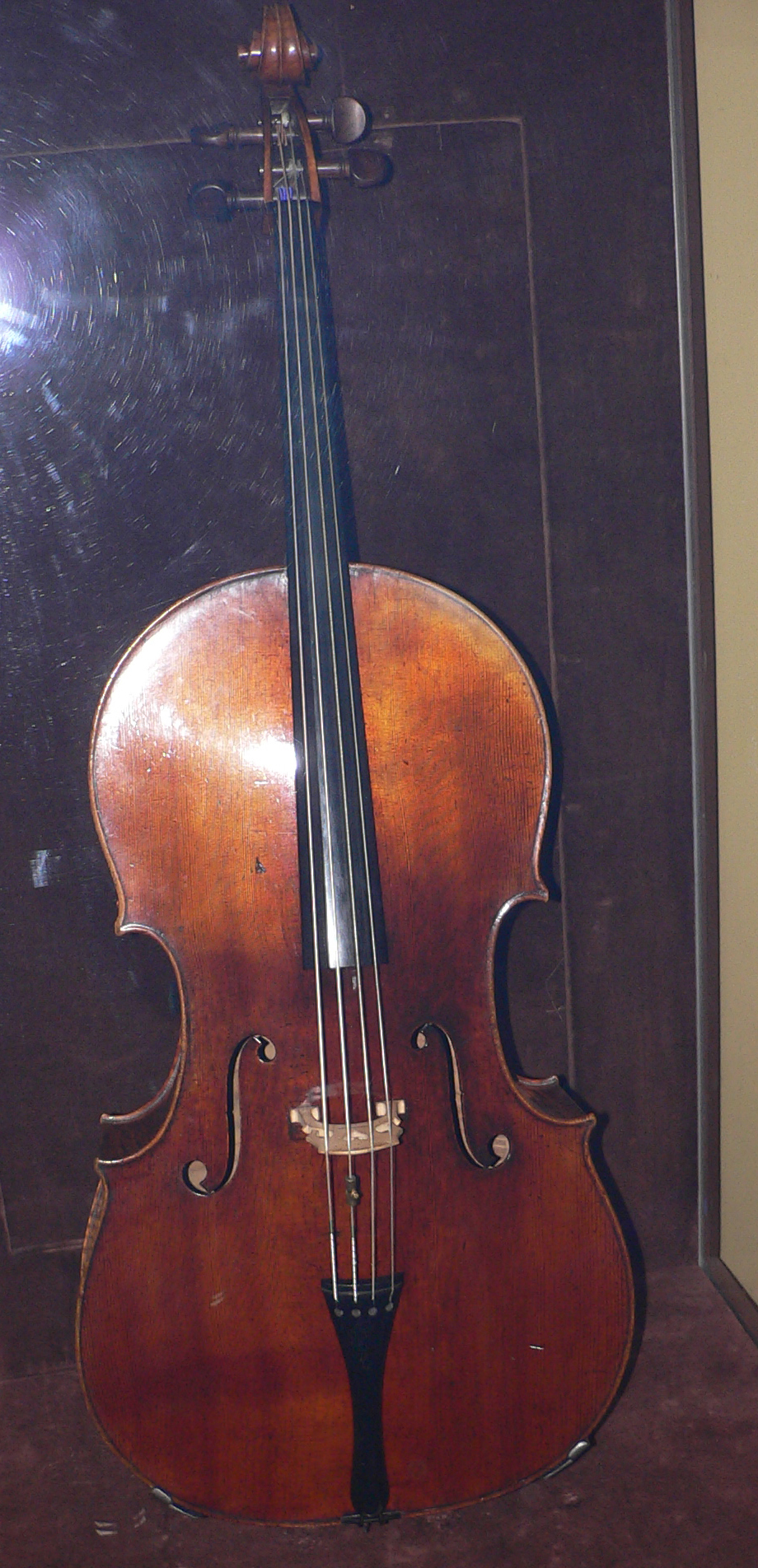
Виолончель в экспозиции Национального музея американской истории.

Виолончель Серве — антикварная виолончель кремонского мастера Антонио Страдивари, наиболее известным владельцем которой был бельгийский виртуоз Франсуа Серве (1807—1866). Находится в отличном состоянии, сохранился даже ярлык с годом её изготовления (1701).
Во время российских гастролей Серве исполнял сочинения князя Н. Б. Юсупова в доме его вдовы. В 1857 году Юсуповы передали инструмент в собственность Серве. До этого виртуоз пользовался виолончелью Страдивари, ссуженной ему графом Виельгорским (возможно, это была виолончель Давыдова).
После смерти Серве виолончель приобрёл принц де Караман-Шиме. В настоящее время антикварный инструмент выставлен в Смитсоновском институте, который разрешает его использование выдающимися музыкантами. В 1992 году Аннер Билсма записал на нём баховские «Сюиты для виолончели».